# Mimì Zorzi
Mimi Zorzi, nata Erminia Prinetti Castelletti (Milano, 2 marzo 1928 – Roma, 5 aprile 2019), è stata una scrittrice italiana.

## Biografia
Nipote di Giulio Prinetti, Mimi Prinetti Castelletti nacque a Milano. Visse la prima parte della sua vita a Merate, partecipando anche alla Resistenza come staffetta; si sposò poi con Alvise Zorzi, trasferendosi a Roma.  Nel 1965 vinse il Premio Massarosa per I nemici in giardino, mentre nel 1983 si aggiudicò il Premio Flaiano per la narrativa insieme a Gino Bacchetti.
Ha vinto inoltre due volte il Premio Selezione Campiello con La nuova età, 1975 e La vita a metà, 1985.

## Opere

### Narrativa
- I nemici in giardino, Milano, Mondadori, 1965
- La signora Emma e il dolore, 1966
- La nuova età, Padova, Marsilio, 1975,
- Il medico di famiglia, Milano, Rusconi, 1981
- La vita a metà, Milano, Rusconi, 1985,
- Olimpo lombardo, Milano, Mondadori, 1994
- Nozze d'oro, Milano, Mondadori, 1998